# (13541) 1991 VP3
1991 في بي 3 (ويعرف أيضًا باسم (13541) 1991 في بي 3 وفق تسمية الكوكب الصغير) (بالإنجليزية: 1991 VP3)‏ هو كويكب ضمن حزام الكويكبات؛ وترتيبه 13541 من حيث الاكتشاف.
اكتُشف هذا الجُرم الفلكي بواسطة هيروشي كانيدا في 4 نوفمبر 1991.

## وصلات خارجية
- (13541) 1991 VP3 في قاعدة بيانات مختبر الدفع النفاث لأجرام النظام الشمسي الصغيرة

- الاكتشاف · مخطط المدار ·  العناصر المدارية · المعلمات المادية

- (13541) 1991 VP3 على موقع ويكي سكاي: DSS2, SDSS, GALEX, IRAS, Hydrogen α, X-Ray, Astrophoto, Sky Map, Articles and images